# Tatiana Troyanos
Tatiana Troyanos (Nova York (USA), 12 de setembre, 1938 - idem. 21 d'agost, 1993), va ser una mezzosoprano nord-americana d'ascendència grega i alemanya, recordada com "una de les cantants definidores de la seva generació" (Boston Globe). La seva veu, 
| « | <"una veu paradoxal, més gran que la vida però intensament humana, brillant però càlida, lírica però dramàtica" - "era del tipus que reconeixeu després d'un compàs i no ho oblideu mai",> | » |

 va escriure Cori Ellison a Opera News.
Les actuacions de Troyanos "cobrien tot el ventall de la història operística" (New York Times) en una carrera internacional de tres dècades que també va produir una varietat d'enregistraments operístics memorables, entre ells Carmen (coprotagonitzada per Plácido Domingo i dirigida per Georg Solti), citada per "Classicalite" gairebé quatre dècades més tard com "la millor de totes les Carmens." Després de deu anys a l'Òpera Estatal d'Hamburg, Troyanos es va fer àmpliament coneguda pel seu treball amb la Metropolitan Opera a partir de 1976, amb més de 270. actuacions (diverses dotzenes d'elles emeses o televisades) que abasten vint-i-dos papers importants.

## Joventut
Nascuda a la ciutat de Nova York, Troyanos va passar els seus primers dies al barri de Manhattan on el Lincoln Center, la nova seu de l'Òpera Metropolitana, sorgiria un quart de segle després. Va créixer a Forest Hills, Queens, i va assistir a Forest Hills High School. La seva primera infància es va veure ennuvolada per un profund sentiment d'abandonament; els seus pares, aspirants a l'òpera que, segons ella, "tenien unes veus precioses" —el seu pare, nascut a l'illa grega de Cefalònia, era tenor, i la seva mare, de Stuttgart, era soprano de coloratura—, s'havien separat, quan es va separar Tatiana era un infant i més tard es va divorciar, "matrimoni mal emparellat entre si i poc adequat per a la paternitat" (Opera News).
Va ser atesa per parents grecs i va viure durant una dècada a la "Brooklyn Home for Children", que s'havia traslladat a Forest Hills. Va dir de la seva infància: "El meu passat és difícil de superar". Va descriure la casa dels nens com "desoladora però meravellosa". Va ser allà on va començar la seva vida musical. Va estudiar piano durant set anys, primer a casa, on el seu instructor era el veterà fagot de l'Òpera Metropolitana Louis Pietrini, que s'havia ofert voluntari per ensenyar als nens una varietat d'instruments, inicialment els ensenyava solfeig, que Troyanos va anomenar més tard "la base de la meva educació musical", — i els seus estudis van continuar, becats, a la "Brooklyn Music School". En diverses entrevistes va recordar les primeres expectatives de convertir-se en concertista. "Determinada des de la infància", segons altres relats, "a convertir-se en una cantant d'òpera", va cantar als cors de l'escola i al All City High School Chorus de Nova York; quan tenia setze anys, una professora va escoltar la seva veu al cor i es va dedicar el temps "per esbrinar a qui pertanyia la veu... i em va portar a la "Juilliard Preparatory School" i al meu primer professor de cant".

Al final de la seva adolescència, es va traslladar a la "Girls' Service League" a Manhattan i més tard a una pensió mixta a E. 39th St., no gaire lluny de l'antic Met, a la qual assistia sovint com a standee. Va ser emprada com a secretària del director de publicitat de "Random House", i va actuar en cors, des de cors d'església (amb una beca a la Primera Església Presbiteriana) fins al teatre musical; 
| « | <"Tatiana Troyanos, gairebé amagada en el cor, es va disparar amb una qualitat de to pel·lúcida i magnífica com la noia cantant àrab",> | » |

va proclamar Kevin Kelly del "The Boston Globe" en la seva ressenya d'una producció d'estiu de Fanny el setembre de 1958.
Continuant a la Juilliard School, Troyanos va ser escollida com a solista per la Passió segons sant Joan de Bach el 1959 i per al Rèquiem de Verdi el 1962, moment en què havia començat els estudis vocals amb Hans Heinz, qui "va entendre en mi la veu i hem va ajudar a obrir-la al capdamunt... i a poc a poc vaig anar trobant totes les meves notes principals." Va descriure Heinz, amb qui va continuar estudiant després de graduar-se el 1963, com "la influència principal en la meva vida".... El nostre treball junts va construir la base que era tan essencial per a la meva carrera."

## Carrera operística: 1963–93
Anys de l'Òpera de Nova York i Hamburg
Després d'una llarga carrera al cor de les monges a la producció original de Broadway de The Sound of Music, Troyanos va ser contractada per l'Òpera de la ciutat de Nova York i va fer el seu debut operístic professional l'abril de 1963, la primera nit de la temporada de primavera, com Hippolyta a la producció d'estrena a Nova York d'A Midsummer Night's Dream de Britten. Va cantar Jocasta a lOedipus Rex de Stravinski aquella temporada, Marina a la primera producció de la companyia de Boris Godunov de Mussorgsky l'any següent i diversos altres papers fins al 1965. Aquests anys també hi va haver actuacions de Dorabella a Così fan tutte al Festival de Música d'Aspen, Carmen a l'Òpera de Kentucky, els papers de contralt a Iolanthe i The Yeomen of the Guard al Boston Arts Festival, així com Herodias, a Salomé amb la Simfònica de Toronto.

Li van oferir un contracte de l'Òpera Metropolitana amb oportunitats escèniques limitades, però escollint un camí també seguit per altres cantants nord-americans de l'època, va marxar l'estiu de 1965 a la recerca d'una experiència interpretativa més intensa a Europa, on, després d'haver fet una audició amb èxit per a tres companyies, havia de fer de l'Òpera Estatal d'Hamburg, dirigida per l'experimentat Rolf Liebermann, la seva base per a la propera dècada, primer com a membre del seu reconegut conjunt i més tard com a artista convidada. "Tenia sentit anar a Alemanya", va recordar.
| « | <"Vaig trobar un intendent [Liebermann]... que em va animar i que va saber fer progressar la meva carrera lentament. Això era realment el que volia. Volia estar al teatre cada dia, aprenent papers lentament, no ràpidament, i sens dubte. no sota cap mena de pressió. Això és realment el que vaig aconseguir." | » |

 Les seves primeres parts allà van incloure Lola a Cavalleria rusticana i Preziosilla en l'estrena d'una nova producció de La forza del destino, i a finals d'any cantava Carmen, un paper clau que després portaria a Ginebra, Londres i la gira de primavera de l'Òpera Metropolitana. Finalment a Hamburg cantaria, segons les seves paraules, "gairebé de tots els papers de mezzo al voltant".
Però va ser el Festival d'Ais de Provença l'any 1966 (per al qual el mateix Liebermann l'havia recomanat) el que va veure la seva actuació innovadora a Ariadne auf Naxos de Richard Strauss (a l'Ariadna amb Régine Crespin). En el seu debut com a compositora, va escriure Elizabeth Forbes, "va fer una adolescent desgarradora i trencada, la veu de la qual, en el gran crit de Strauss al poder de la música, es va elevar cap a la càlida nit provençal i semblava penja-hi com les estrelles d'un coet."
Aquesta actuació, seguida del seu primer Octavian a Der Rosenkavalier de Strauss al Covent Garden de Londres el 1968 (al Marschallin amb Lisa Della Casa), va iniciar efectivament la seva carrera internacional, tot i que, va dir Liebermann, "va tornar a Hamburg sense fums" després del seu triomf a Ais i "va assumir els seus modestos compromisos com si res no hagués passat". El primer èxit a Ais va ser captat per la televisió francesa i s'ha conservat un cinescopi.
"Troyanos té una veu sumptuosa, una intel·ligència molt aguda, una enorme ambició i una determinació de fer o morir per ser un gran artista", va observar el productor discogràfic britànic Walter Legge, els llorers del qual incloïen molts dels enregistraments clàssics de Maria Callas. Troyanos va estar d'acord: "Tinc aquesta determinació de fer-o-morir, probablement per superar inseguretats, dificultats, pors del passat... certes coses mai desapareixen. Hi ha coses dins meu amb les quals visc i canalizo a actuacions emocionants". Una gira de l'Òpera d'Hamburg l'any 1967 la va portar per primera vegada a l'escenari de la nova llar de l'Òpera Metropolitana al Lincoln Center en una selecció del repertori del segle xx, inclosa The Rake's Progress, de Stravinsky, en la qual "va destacar especialment amb la seva rica veu" com Baba la Turca.
La seva aparició com Ariodante de Händel al costat de Beverly Sills la setmana d'obertura del "Kennedy Center" el 1971 (sota la batuta de Julius Rudel, que originalment l'havia portat a l'Òpera de Nova York) va servir per reintroduir-la al públic de l'òpera nord-americana. Van seguir els debuts a la "Lyric Opera de Chicago" (com Charlotte a Werther de Massenet, 1971), "Dallas Opera" (Dido a Dido and Aeneas de Purcell, 1972), "Opera Company of Boston" (Romeo a I Capuleti e i Montecchi de Bellini, 1975), i sobretot. a l'Òpera de San Francisco (Poppea a L'incoronazione di Poppea de Monteverdi, 1975, sobre la qual el revisor de Chronicle Robert Comtay va escriure: "Els mitjans amb què Poppea sedueix a Nero... podrien liquar fins i tot la manera com cantava la nova sensacional mezzo soprano Tatiana Troyanos".)
Anys del Metropolitan Opera
Troyanos va tornar a Nova York per fer el seu debut a l'Òpera Metropolitana com a Octavian, seguit de prop pel compositor, a la primavera de 1976. "L'estrella de l'espectacle va ser la senyoreta Troyanos... l'Octavian més aristocràtic del Met en anys", va escriure, Speight Jenkins en una ressenya del Rosenkavalier al New York Post. "És una mezzosoprano lírica gran i càlida amb un control perfecte... el seu cant del Trio i el duet final va ser la perfecció mateixa." Octavian (el seu paper més cantat al Met, amb trenta actuacions fins al 1986). i el Compositor sovint es descriuen com les seves funcions de signatura o targeta de visita. També es va identificar estretament, a l'escenari i a la pantalla, amb un altre paper amb "pantaló", Sesto a La clemenza di Tito de Mozart, i Martin Mayer va escriure a la revista Opera que "va donar a l'obra un cop de puny dramàtic que pocs de nosaltres sabíem que hi havia". Les seves altres aparicions més freqüents al Met van ser com el príncep Orlofsky a Die Fledermaus de Johann Strauss, Venus a Tannhäuser de Wagner, Giulietta a Les contes d'Hoffmann d'Offenbach i la princesa d'Eboli a Don Carlo de Verdi.
Un puntal i "una de les artistes més estimades de l'Òpera Metropolitana" des de 1976 fins a la seva mort el 1993, va ser venerada internacionalment pel seu so brunyit i sensual, la seva versatilitat i bellesa, així com per la intensitat emocionant de totes les seves actuacions. "A causa de la intensitat ardent i la convicció de la seva projecció dramàtica", va escriure Clyde T. McCants al seu llibre sobre cantants d'òpera nord-americans, "de vegades escoltant els enregistraments de Troyanos tendim a oblidar la glòria radiant de la veu mateixa".
Tot i que la "St. James Opera Encyclopedia" va reconèixer que "el pols persistent del seu vibrato", que va impregnar papers com Carmen amb "una força vital ferotgement elemental", "no era del gust de tots els oients", David Hamilton va oferir una altra perspectiva: la "captació propera" d'un enregistrament, va escriure a la revista "High Fidelity", "magnifica de manera poc afavoridora el vibrato natural de la bella veu de Tatiana Troyanos en una cosa més semblant a un ritme... una distorsió de l'efecte que fa en una sala".
Mentre el seu "vibrato es desenrotllava per produir un so més plumí", va escriure Cori Ellison, "va optar per estirar la seva veu de pes mitjà per adaptar-se al seu temperament", afegint papers de Wagner al Met, començant amb Venus a Tannhäuser (obrint el temporada de 1978) i Kundry a Parsifal (inicialment en una matinada de dissabte emesa el 1980), mentre continuava cantant Mozart, Haendel i Cavalli.
De 1981 a 1983, va aparèixer a les tres nits d'estrena de la temporada al Met —"normalment", va assenyalar James Levine, el director de les tres, "en tres estils i idiomes diferents" - com Adalgisa a Norma de Bellini, el 1981 (al costat de Renata Scotto i Plácido Domingo), Octavian a Der Rosenkavalier de Strauss el 1982 (davant de Kiri Te Kanawa i Kurt Moll), i Didon a Les Troyens de Berlioz el 1983. També va aparèixer en set produccions noves al Met, inclosa la les primeres produccions de la companyia de Lulu de Berg (com la comtessa Geschwitz) el 1977, Oedipus Rex (com a Jocasta) de Stravinski el 1981, La Clemenza di Tito (com a Sesto) de Mozart el 1984 i Giulio Cesare (com a Cesare) de Händel el 1988. Va debutar a Scala el 1977, va cantar a Norma al costat de Montserrat Caballé en la primera òpera que es va retransmetre en directe a tot el món.
Repertori d'òpera i concert
Troyanos era coneguda per les seves apassionades representacions de tot, des de papers de pantalons fins a dones fatals; "La portadora de roses més infantil era també la Charlotte més femenina", va escriure George Birnbaum al "Classical CD Scout"". "Tinc la sort de semblar-me als papers que faig, sigui Octavian o Carmen o Kundry o Giulietta... És una mirada flexible i sóc una actriu flexible. He d'aconseguir un paper o morir", Troyanos, va dir una vegada.
Quan se li va preguntar a quin tipus de mezzo preferiria interpretar, "la mare d'algú o algun noi", Troyanos va dir una vegada: "Prefereixo els nois, però potser un noi que també porti un vestit preciós de tant en tant".
A Giulio Cesare de Händel, va cantar les dues parts principals: Cleopatra (aquí intentant un paper de soprano, al costat de Dietrich Fischer-Dieskau a l'enregistrament de Karl Richter de 1969 per a Deutsche Grammophon), i el paper principal d'alt de Caesar (a l'òpera de San Francisco el 1982), Ginebra el 1983 i al Met el 1988).
Altres papers que Troyanos va cantar als escenaris d'òpera al llarg de la seva carrera inclouen:
- Diana en La Calisto de Francesco Cavalli
- Orfeo en Orfeo ed Euridice de Christoph Willibald Gluck
- Elisetta Il matrimonio segreto de Domenico Cimarosa
- Cherubino en Les noces de Fígaro i Donna Elvira a Don Giovanni de Wolfgang Amadeus Mozart
- Giovanna Seymour en Anna Bolena i Maffio Orsini a Lucrezia Borgia de Gaetano Donizetti
- de Giuseppe Verdi fou Amneris en Aïda
- de Giacomo Puccini va ser Suzuki en Madame Butterfly
- de Richard Wagner fou la Venus al Tannhäuser, Brangäne a Tristan und Isolde, Fricka en Das Rheingold, Waltraute a Götterdämmerung, i Kundry en Parsifal
- fou Hansel a Hansel and Gretel de Engelbert Humperdinck
- de Richard Strauss va ser Clairon a Capriccio
- Marguerite a La damnation de Faust d'Hector Berlioz
- de Camille Saint-Saëns fou la Dalila de Samson and Delilah

i dos papers que va crear:
- La germana Jeanne a The Devils of Loudun de Krzysztof Penderecki, Hamburg State Opera, 1969
- La reina Isabel a The Voyage de Philip Glass al Metropolitan Opera, 1992.

El seu cant es va conservar en trenta-cinc emissions en directe de l'Òpera Metropolitana d'òperes completes (algunes de les quals, inclosos els papers que mai va gravar a l'estudi —Princesa Eboli, Giulietta, Brangäne, Waltraute, Geschwitz—, s'han restaurat en els últims anys per al Met's). canal de ràdio per satèl·lit); també es va escoltar a les emissions de l'Òpera de San Francisco (incloent-hi Poppea i Caesar; aquest últim va ser escollit com a retransmissió d'arxiu de SFO per al 2016) i l'Òpera Lírica de Chicago (incloent-hi Romeo i el Rheingold Fricka). Vuit actuacions més del Met, més un concert conjunt amb Plácido Domingo, es van televisar, així com Norma (amb de Joan Sutherland) a la "Canadian Opera Company", i l'última producció en què va aparèixer, Capriccio a l'Òpera de San Francisco.
Totes aquestes emissions s'han llançat en versions de vídeo domèstic excepte Die Fledermaus i Les contes d'Hoffmann del Met, que estan disponibles al seu servei de streaming, "Opera on Demand".
Troyanos va interpretar papers en concerts d'òperes que van des d'Ulysses a Deidamia de Händel (Washington, 1987) i Farnace a Mitridate, re di Ponto de Mozart (Nova York, 1992) fins a Sara a Roberto Devereux de Donizetti (Londres, 1970) i Judith a A kékszakállú herceg vára, (en hongarès, sota Georg Solti, Pierre Boulez i Rafael Kubelik a Chicago, Cleveland, Nova York i Londres entre 1972 i 1981). El 1984 va cantar amb l'Orquestra de Filadèlfia en l'estrena mundial, en anglès, de l'Acte I de l'òpera Monna Vanna de Rakhmàninov, que havia quedat en partitura per a piano pel compositor i orquestrada per Igor Buketoff. Juntament amb Monna Vanna, les seves interpretacions de peces com Les nuits d'été de Berlioz i Rückert Songs de Mahler i Das Lied von der Erde es van poder escoltar a les emissions de ràdio de les principals orquestres americanes. Va ser presentada a les emissions de la Simfònica de Chicago del Festival Ravinia de 1980 a 1990, que incloïa obres com la Missa Solemnis de Beethoven i Das klagende Lied de Mahler. Va ser activa com a recitalista de cançons (el seu primer recital va ser a l'Òpera de París el 1972).
Va debutar en un recital al Carnegie Hall el 1978), així com en una sèrie de recitals a duo amb la soprano Benita Valente que van començar després que coprotagonitzessin Ariodante a l'Òpera de Santa Fe el 1987. Els concerts amb Troyanos incloïen Gurre-Lieder de Schoenberg amb la Boston Symphony el 1979 i un recital amb el pianista Martin Katz, amb Shéhérazade de Ravel, Siete canciones populares españolas de Falla i cançons de Berlioz i Mahler, al Festival Casals de Puerto Rico el 1985.

## Temporada final
Troyanos va morir el 21 d'agost de 1993, a Nova York, als 54 anys, de càncer. Nou anys després de la seva mort, "Opera News" ho va identificar com un càncer de mama, diagnosticat inicialment a mitjans dels anys vuitanta i més tard en remissió, que només el juliol de 1993 es va trobar que havia fet metàstasi al seu fetge. El seu diagnòstic de càncer anterior no havia estat revelat en aquell moment; l'article de l'Opera News, d'Eric Myers, va informar que "a través de tots els seus tractaments, va lluitar valentament i enèrgicament contra les malalties i els nervis i va mantenir la majoria dels seus compromisos cantants". Va sobreviure la seva mare, Hildegard Fournier, i una germà. Va ser enterrada al Pinelawn Memorial Park, Long Island, Nova York. L'any després de la seva mort, el Metropolitan Opera va fer un concert en memòria seva; El director musical James Levine va escriure: 
| « | "La idea que estem reunits aquí... per retre un homenatge commemoratiu a Tatiana Troyanos és incomprensible. El que significa, per descomptat, és que la nostra família de l'Òpera Metropolitana ha perdut un dels artistes més importants i estimats. i amics en tota la seva història." | » |

 Tot i que es descriu com "una persona extremadament privada fora de l'escenari", Troyanos s'havia conegut cada cop més per patir problemes de l'oïda interna i els sinus, juntament amb una severa ansietat de rendiment (la revista Opera va dir que era, "segons tots els informes)., algú atrapat entre una roca i un lloc dur: la seva por escènica només es va igualar amb el seu amor pel cant"). La seva mort, però, va ser imprevista i "va ser un xoc per a la comunitat de l'òpera molt unida", com va escriure Tim Page en aquell moment. 
| « | "La senyora Troyanos s'havia guardat la seva malaltia per a ella mateixa i va continuar actuant gairebé fins al final." | » |

L'última vegada que havia cantat al Met, l'última de les tres interpretacions de Waltraute a Brünnhilde amb Gwyneth Jones a Götterdämmerung de Wagner, dirigida per Levine, l'1 de maig de 1993. Aquells abril i maig, també va cantar la 3ª Simfonia de Mahler amb Simfònica amb la Boston Symphony Orchestra tant a Boston com a Nova York, un dels tres cantants destacats que va venir al rescat quan el solista programat es va retirar de la sèrie de concerts. "Troyanos segueix sent una artista profundament immediata i expressiva", va escriure Richard Dyer al Boston Globe, i va afegir que "la seva va ser el lliurament i la coloració més flexible i significativa del text, la forma més bella, sofisticada i natural de la línia musical. James Oestreich a The New York Times va informar que "Troyanos va oferir una lectura de recerca, gairebé esgarrifosa".
Troyanos tenia previst repetir la 3ª. Simfonia de Mahler a Tanglewood a l'agost, però les seves últimes aparicions a l'escenari van ser d'una manera una mica més lleugera, com l'actriu Clairon a Capriccio de Richard Strauss a l'Òpera de San Francisco entre el 12 de juny i l'1 de juliol de 1993. Havia caigut malalta durant els assajos, però va cantar totes les actuacions, i Joseph McLellan del Washington Post va recordar que el renaixement va ser "destacat no només per la presència radiant de Kiri Te Kanawa sinó per l'actuació enganyosament robusta de Tatiana Troyanos". un simposi de Strauss a San Francisco "uns dos mesos abans de morir, era la presència més florida i d'aspecte saludable de la sala", va escriure Leighton Kerner al Village Voice.
Daniel Kessler va observar que "sota el revestiment de la casualitat del seu Clairon per a San Francisco en aquells vespres de primavera de finals de 1993, amb cada actuació que donava, hi havia un esforç conscient per construir o perfeccionar el que havia passat abans".
Troyanos va cantar per última vegada l'últim dia de la seva vida, a l'Hospital Lenox Hill per a altres pacients, un dels quals "li va dir que era la primera vegada en tres anys que havia oblidat completament el seu dolor".

## Més informació
- Katrine Ames. "Mezzo Power." Newsweek, març 22, 1976.
- John Ardoin, "The Private Side of a Prima Donna." The Dallas Morning News, novembre 12, 1988.
- Kathline Colvin, "Tatiana Troyanos—A Voice Which Dreams Are Made On." Music Journal, March–April 1979.
- Carl Djerassi. "What's Tatiana Troyanos Doing in Spartacus's Tent?" The Futurist and Other Stories. Macdonald, 1989. Author's reading at Web of Stories

"Gestorben: Tatiana Troyanos". Der Spiegel, agost 30, 1993. Accessed maig 11, 2017.
Hiemenz, Jack. "The Tale of the Impatient Diva." The New York Times, març 7, 1976.
Holland, Bernard. "Tatiana Troyanos Sings the Praises of Handel". The New York Times, gener 27, 1985. Accessed febrer 28, 2015.
Hughes, Allen. "Again It's Town Hall Tonight—Maybe Every Night: New Country." The New York Times, agost 22, 1971.
Jacobson, Robert. "Tatiana Troyanos: Mastering the Mezzo's Forte." After Dark, novembre 1975.
Keene, Ann T. "Troyanos, Tatiana" at the Wayback Machine (archived desembre 9, 2000). American National Biography Online. Accessed agost 1, 2012.
Kelly, Kevin. "The Most Beautiful Name in Opera." Boston Globe, juny 1, 1975.
Mayer, Martin. "Tatiana!" Opera News, vol. 40, no. 18, març 20, 1976.
Mayer, Martin. "Tatiana Troyanos" at the Wayback Machine (archived abril 4, 2016). Opera, vol. 36, no. 3, març 1985. Accessed novembre 25, 2016.
Moritz, Charles, ed. "Troyanos, Tatiana." Current Biography Yearbook 1979. New York: H.W. Wilson Co., 1979.
"Mort de la chanteuse Tatiana Troyanos". Le Monde, setembre 4, 1993. Accessed febrer 27, 2015.
O'Connor, Patrick. "A golden singer for all seasons: Tatiana Troyanos." The Guardian, agost 25, 1993. Text reproduced at Fotolog, consultat el agost 10, 2012.
Oliver, Michael. "Tatiana Troyanos." Gramophone, octubre 1974.
Von Buchau, Stephanie. "Tatiana Troyanos." Stereo Review, vol. 38, no. 3, març 1977.
Winship, Frederick M. "Tatiana New Opera Superstar". Sarasota Herald-Tribune, gener 23, 1977. Accessed febrer 27, 2015.